# گاه‌شماری آزتکی

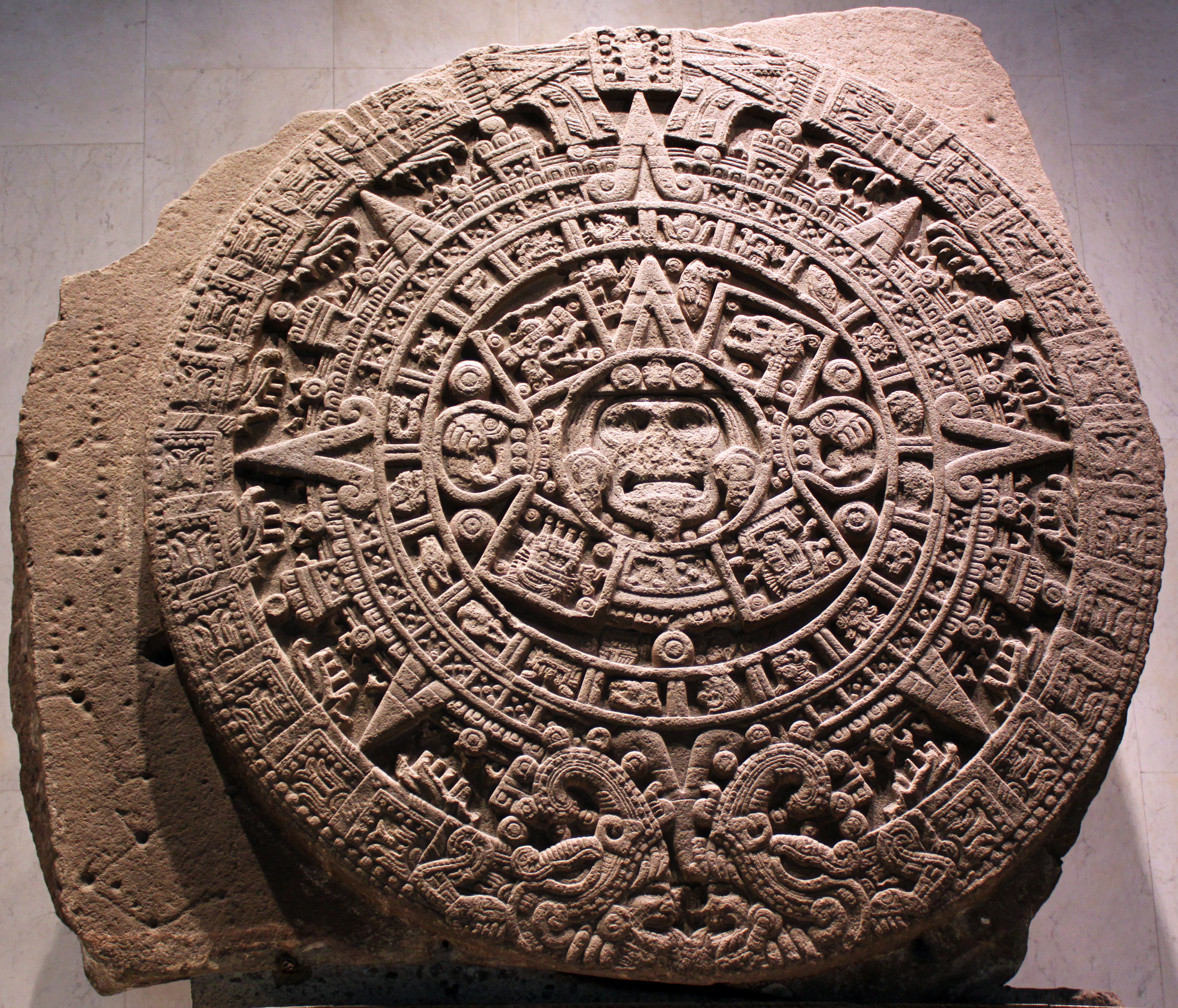
سنگ خورشید، در موزه ملی مردم‌شناسی مکزیکو سیتی، مکزیک

گاهشماری آزتکی یا تقویم مختیکا، یکی از گاهشماری‌های مزوآمریکایی رایج در دوران پیشاکلمبی مردمان مکزیک بود که توسط اقوامی به‌نام آزتک مورد استفاده قرار می‌گرفت. این تقویم شامل ۳۶۵ روز دوره تقویمی که آن را ژیپوهوآلی (xiuhpōhualli) و یک دوره مذهبی ۲۶۰ روزه که آن را تونالپوهوآلی (tōnalpōhualli) می‌نامد، است. این دو دوره باهم یک قرن ۵۲ ساله تکشیل می‌دهند، در مواقعی آن را «تقویم مدور» می‌نامند. ژیپوهوآلی به‌عنوان تقویم کشاورزی بکار می‌رود زیرا که براساس خورشید است، در حالی که تونالپوهوآلی به‌عنوان تقویمی مذهبی شناخته می‌شود.
هر ۵۲ سال، تونالپوهوآلی و ژیپوهوآلی، سال ۵۲ هر تلاقی می‌کنند و یک «قرن» جدید آغاز می‌شود. هر کدام از این قرن‌ها در تقویم، ژیپوهوآلی مشخص شده‌اند. در شروع هر قرن، جشنی بر پا می‌شد که ۱۲ روز به طول می‌انجامید. در شروع این مراسم، چراغ‌های شهر خاموش می‌شد و مردم هم اجازه می‌دادند که آتش اجاق‌هایشان خاموش شود. در این جشن مردم به نشانه ندامت و پشیمانی از گناهانی که انجام داده بودند، روزه می‌گرفتند. در نیمه شب روز دوازدهم مراسم، یک زندانی به روحانی واگذار می‌شد. روحانی به آسمان شب توجه می‌کرد و آنقدر منتظر می‌ماند تا ستاره آتش به بالاترین نقطه آسمان برسد. در این هنگام، قلب مرد زندانی را بیرون می‌آورد و جای خالی آن را با تکه ای چوب که روی قطعه‌ای از فیروزه قرار داده شده بود، پر می‌کرد. سپس روحانی آتش جدیدی روشن می‌کرد تا به‌وسیله آن یک‌بار دیگر شهر روشن شود. تقویم، تونالپوهوآلی تقویم مقدس مکزیکی‌ها بوده‌است. این روز شمار مذهبی، در کتاب‌های مربوط به روزها که عموماً از پوست آهو یا کاغذهایی از پوست درخت تهیه می‌شدند، ثبت می‌شد که توسط یک روحانی به زیج (طالع نما) تبدیل شد و در آن، روزهای مساعد و نامساعد پیش‌بینی شدند. تقویم مذهبی ۲۶۰روز داشت که به ۲۰ دوره ۱۳ روزه تقسیم شده بود. نام این ۲۰ دوره را با نشانه‌های هیروگلیفی به صورت تصویری نمایش می‌دادند. اعداد مربوط به روزهای ۱۳گانه هم با نقطه‌هایی نشان داده می‌شد. بطوری که روزها با هم اشتباه گرفته نشوند.

## تقویم آزتک و مایا
تقویم آزتک‌ها اساساً شبیه تقویم مایاها بوده‌است. آنها هم یک روز مذهبی (که Tonalpohualli نام داشت) همانند روز مذهبی مایاها (Tzonkin) داشتند، همچنین، دوره‌های ۱۳ و ۲۰ روزه در تقویم هر دو تمدن دیده می‌شود. اما تفاوت مهم تقویم این دو قوم، در سیستم ابتدایی عددی و ثبت نه چندان دقیق تاریخ رخدادها توسط آزتک هاست. آزتک‌ها، معمولاً فقط نام روزی را که اتفاقی در آن رخ می‌داد و نام سال جاری را یادداشت می‌کردند. اما این روش ابهاماتی ایجاد می‌کند و نمی‌توان زمان دقیق وقایع را تشخیص داد. زیرا با توجه به یادداشت‌های آزتک‌ها، هر واقعه می‌تواند در دو وقت از سال اتفاق افتاده باشد. علاوه بر این، نام سال‌ها هر ۵۲سال تکرار می‌شود، همچنین شهرهای مختلف سالشان را ب ماه‌های متفاوتی شروع می‌کردند. مکزیکی‌ها و همچنین آزتک‌ها، به ویرانی و بازسازی دوره‌ای جهان معتقد بودند. آنها پیش‌بینی می‌کردند که جهان کنونی‌شان با یک زمین لرزه بزرگ نابود خواهد شد و بر اثر آن، زمان‌های گذشته از بین می‌رود و جهان جدیدی شکل می‌گیرد.

## تونالپوهوآلی
سرچشمه این تقویم، اجداد آزتک‌ها بودند. آنها فهمیده بودند که خورشید طی یک دوره ۲۶۰ روزه، مسیر مشخصی را نزدیک شهر مایاها (کوپان) طی می‌کند. بنا براین، هر دوره ۲۶۰ روزه را یک سال در نظر گرفتند. بعدها این ۲۶۰ روز به ۲۰ دوره ۱۳ روزه تقسیم شدند و این روزها، ترکانه (Trecena) نام گرفتند. به هر دوره اسمی داده شد که آنرا با خطوط هیروگلیف نمایش می‌دادند. به هر ترکانه هم عددی از ۱ تا ۱۳ اختصاص داده شد. اینطور گمان می‌رود که هر ترکانه خدایی برای خود داشته‌است. در حقیقت این، تقویم مذهبی آزتک‌ها بوده‌است. روحانی آزتک‌ها از این تقویم به منظور تعیین روزهای شانس برای کارهایی از قبیل برداشت محصول، ساختن خانه و رفتن به جنگ استفاده می‌کرد.
| عکس | نام ناهواتل | تلفظ         | ترجمه                                     | جهت  |
| --- | ----------- | ------------ | ----------------------------------------- | ---- |
|     | Cipactli    | siˈpáktɬi    | کروکودیل تمساح کیمن هیولا کروکودیلی اژدها | شرق  |
|     | Ehecatl     | eʔˈé:katɬ    | باد                                       | شمال |
|     | Calli       | ˈkáɬ:i       | خانه                                      | غرب  |
|     | Cuetzpalin  | kʷetsˈpálin̥  | مارمولک                                   | جنوب |
|     | Cōātl       | ˈkú˕:wa:tɬ   | مار افعی                                  | شرق  |
|     | Miquiztli   | miˈkístɬi    | مرگ                                       | شمال |
|     | Mazātl      | ˈmása:tɬ     | آهو حیوان                                 | غرب  |
|     | Tōchtli     | ˈtú˕:tʃtɬi   | خرگوش                                     | جنوب |
|     | Ātl         | ˈa:tɬ        | آب                                        | شرق  |
|     | Itzcuīntli  | itsˈkʷí:n̥tɬi | سگ                                        | شمال |

| عکس | نام ناهواتل   | تلفظ             | ترجمه              | جهت  |
| --- | ------------- | ---------------- | ------------------ | ---- |
|     | Ozomahtli     | u˕su˕ˈmáʔtɬi     | میمون              | غرب  |
|     | Malīnalli     | mali:ˈnáɬ:i      | چمن                | جنوب |
|     | Ācatl         | ˈá:katɬ          | نی                 | شرق  |
|     | Ocēlōtl       | u˕:ˈsé:lu˕:tɬ    | پلنگ آمریکایی پلنگ | شمال |
|     | Cuāuhtli      | ˈkʷá:ʍtɬi        | عقاب               | غرب  |
|     | Cōzcacuāuhtli | ku˕:skaˈkʷá:ʍtɬi | کرکس               | جنوب |
|     | Ōlīn          | ˈú˕li:n̥          | حرکت لرزش زلزله    | شرق  |
|     | Tecpatl       | ˈtékpatɬ         | چخماق چاقوی چخماقی | شمال |
|     | Quiyahuitl    | kiˈjáwitɬ        | باران              | غرب  |
|     | Xōchitl       | ˈʃú˕:tʃitɬ       | گل                 | جنوب |

## ژیپوهوآلی
این تقویم، بر پایه سال شمسی ۳۶۵ روزه طراحی شده بود و اغلب مربوط به کارهای زراعتی و جشن‌های قوم آزتک بود. در این تقویم، روزهای سال به ۱۸ دوره ۲۰ روزه تقسیم شده بود (ماه‌های ۲۰ روزه) که به این روزهای ۲۰گانه ویتانه (Veintena) گفته می‌شد. همچنین هر ماه به ۴ هفته ۵ روزه تقسیم شده بودند؛ بنابراین، ۵ روز دیگر باقی می‌ماند که در تقویم نشان داده نمی‌شد. این روزها نمونتمی (Nemontemi) نام داشتند. در حقیقت این روزها، روزهای گذار از سال قدیم به سال جدید بودند و زمانی برای جشن‌ها بودند. مردم با بهترین لباس‌هایشان به مراسم جشن می‌آمدند و به رقص و آوازخوانی می‌پرداختند؛ و این، زمانی بود که روحانی برای اهدای قربانی‌ها در نظر گرفته بود که اغلب آنها انسان بودند ولی قسمتی از قربانی‌ها را هم حیوانات و محصولات کشاورزی تشکیل می‌دادند. در حقیقت بخش عمدهٔ جشنهای مذهبی آزتک‌ها، قربانی کردن انسان‌ها بود که در معبد بزرگ واقع در مرکز پایتخت انجام می‌گرفت. گاهی تا چهل هزار نفر قربانی می‌شدند. سال شمسی، مبنایی برای تقویم شهری و مدنی آزتک‌ها بود. سال، با افزودن ۵ روز، نمونتمی دارای ۳۶۵ روز می‌شد.
| #   | زمان دوران           | زمان ساهاگون           | نام‌های فییستا                    | نماد | ترجمه                                          |
| --- | -------------------- | ---------------------- | -------------------------------- | ---- | ---------------------------------------------- |
| ۱   | مارس ۱ – مارس ۲۰     | فوریه۲ – فوریه۲۱       | Atlcahualo, Cuauhitlehua         |      | از دست دادن آب و رشد درختان                    |
| ۲   | مارس ۲۱ – آوریل ۹    | فوریه۲۲ – مارس ۱۳      | Tlacaxipehualiztli               |      | مراسم باروری                                   |
| ۳   | آوریل ۱۰ – آوریل ۲۹  | مارس ۱۴ – آوریل ۲      | Tozoztontli                      |      | سوراخ کوچکتر                                   |
| ۴   | آوریل ۳۰ – مه۱۹      | آوریل ۳ – آوریل ۲۲     | Huey Tozoztli                    |      | سوراخ بزرگتر                                   |
| ۵   | مه۲۰ – ژوئن ۸        | آوریل ۲۳ – مه۱۲        | [[Tōxcatl                        |      | خشکی                                           |
| ۶   | ژوئن ۹ – ژوئن ۲۸     | مه۱۳ – ژوئن ۱          | Etzalcualiztli                   |      | خوردن ذرت و لوبیا                              |
| ۷   | ژوئن ۲۹ – جولای ۱۸   | ژوئن ۲ – ژوئن ۲۱       | Tecuilhuitontli                  |      | جشن کوچک برای کسانی که به آنها احترام می‌گذارند |
| ۸   | جولای ۱۹ – اوت۷      | ژوئن ۲۲ – جولای۱۱      | [[Huey Tecuilhuitl               |      | جشن بزرگ برای کسانی که به آنها احترام می‌گذارند |
| ۹   | اوت۸ – اوت ۲۷        | جولای۱۲ – جولای۳۱      | Tlaxochimaco, Miccailhuitontli   |      | تولد گل‌ها، جشن گرفتن برای محرومان              |
| ۱۰  | اوت۲۸ – سپتامبر۱۶    | اوت۱ – اوت ۲۰          | Xócotl huetzi, Hueymiccaihuitl}} |      | غدا دادن به مردگان                             |
| ۱۱  | سپتامبر۱۷ – اکتبر۶   | اوت۲۱ – سپتامبر۹       | Ochpaniztli                      |      | جارو زدن و تمیز کردن                           |
| ۱۲  | اکتبر۷ – اکتبر۲۶     | سپتامبر۱۰ – سپتامبر ۲۹ | Teotleco                         |      | بازگشت خدایان                                  |
| ۱۳  | اکتبر۲۷ – نوامبر۱۵   | سپتامبر۳۰ – اکتبر ۱۹   | Tepeilhuitl                      |      | غدا دادن به کوهستان‌ها                          |
| ۱۴  | نوامبر۱۶ – دسامبر ۵  | اکتبر۲۰ – نوامبر ۸     | Quecholli                        |      | پر گران‌بها                                     |
| ۱۵  | دسامبر ۶ – دسامبر ۲۵ | نوامبر۹ – نوامبر ۲۸    | Pānquetzaliztli                  |      | برافراشتن پرچم‌ها                               |
| ۱۶  | دسامبر ۲۶ – ژانویه۱۴ | نوامبر۲۹ – دسامبر ۱۸   | [[Atemoztli                      |      | نزول آب                                        |
| ۱۷  | ژانویه۱۵ – فوریه۳    | دسامبر ۱۹ – ژانویه۷    | Tititl                           |      | کشش برای رشد                                   |
| ۱۸  | فوریه۴ – فوریه۲۳     | ژانویه۸ – ژانویه۲۷     | Izcalli                          |      | تشویق مردمان و زمین                            |
| ۱۸u | فوریه۲۴ – فوریه۲۸    | ژانویه۲۸ – فوریه۱      | nēmontēmi (دوره ۵ روزه)          |      | روزهای تهی                                     |